# Голуб Семен Іванович
Семен Іванович Голуб (2 лютого 1891 — 24 лютого 1931 ) — командир полку Дієвої армії УНР.

## Життєпис
Походив із родини поміщиків с. Пилява.Київської губернії. Закінчив 2-класне Канівське міське училище, витримав іспит на звання учителя церковно-приходської школи. За приналежність до партії есерів був засуджений до одинадцяти років заслання на північ Вологодської губернії. Після 10-ти місяців посилання в листопаді 1906р втік до Америки. У 1909 р. повернувся в Росію, вступив в Ризький політехнічний інститут. У 1912р. був відряджений для продовження навчання в Копенгаген (Данія). У червні 1914р. повернувся в Росію і отримав місце повітового агронома в Київській губернії.
2 лютого 1915 р. був мобілізований до 408-ї Чернігівської дружини державного ополчення. 18 грудня 1915 р. закінчив школу прапорщиків державного ополчення Південно-Західного фронту (2-га Житомирська школа прапорщиків), повернувся до 408-ї Чернігівської дружини, де служив до кінця 1917 р. Восени 1917 його було обрано командиром 408 Чернігівській дружини в званні підполковник.
На початку 1918 р. — працівник Військового міністерства Центральної Ради, учасник січневих боїв у Києві проти більшовиків. Після зайняття Києва українськими та німецькими військами повернувся до рідного села.
15 листопада 1918 р. очолив загін повстанців с. Пилява. На чолі цього загону у складі 2-ї Дніпровської дивізії військ  Директорії брав участь у боях з Офіцерськими дружинами. Під Золотоношею потрапив до полону, звідки був відправлений до Києва — на гауптвахту, де вже перебували Юрко Тютюнник, Андрій Вовк, отаман Палієнко та ін. У ніч з 13 на 14 грудня 1918 р. в'язні підійняли повстання (на чолі з Ю. Тютюнником) та захопили частину Києва Незабаром з них був сформований Особливий Ударний загін, де С. Голуб став помічником командира загону.

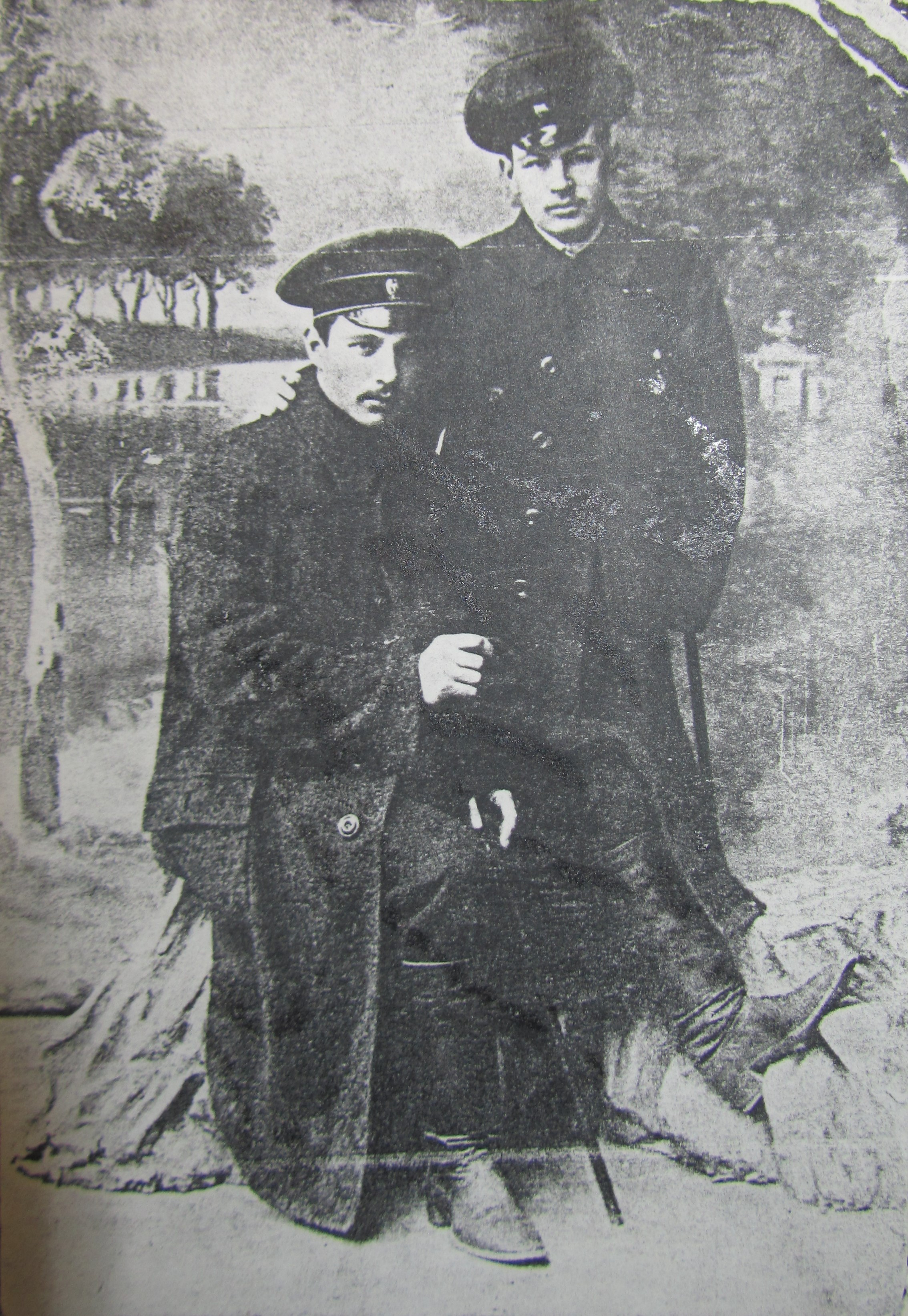
Семен Голуб (зліва)

У січні 1919 р. очолював Особливий курінь Осадного корпусу Дієвої армії УНР, що воював проти повстанців отамана Зеленого на Трипіллі. З початку лютого 1919 р. — командир куреня та помічник командира 3-го (з середини липня — 31-го) полку Січових стрільців Дієвої армії УНР. У грудні 1919 р. повернувся до рідного села та пішов працювати інженером-технологом на цукровий завод. Знов приєднатись до армії Української Народної Республіки він зміг лише після низки арештів ЧК восени 1920 року. В той час Голуб знаходився на облікові штабу 6-ї Січової дивізії, сформованої переважно вояками-наддніпрянцями корпусу Січових Стрільців. 21 листопада 1920 року разом з армією УНР Голуб вирушив на еміграцію до Польщі, де пробув до кінця 1921 року. В листопаді 1921 року Семен Голуб на чолі невеличкого загону взяв участь у 2-му Зимовому поході Юрія Тютюнника, колишнього командира Ударного загону. Однак цей похід зазнав невдачі. На Київщині було розгромлено й загін Голуба, а сам він потрапив до полону. З наказу радянського командування всі захоплені керівники 2-го Зимового походу, до яких належав і Семен Голуб, не були розстріляні, а посаджені до Лук янівської в язниці. Згодом був розстріляний. Вирок виконан у приміщені КиЇвської опери.
Під власним прізвищем був зображений у повісті більшовицького письменника М. Островського «Як гартувалася сталь».